# 中沢正夫
中沢 正夫（なかざわ まさお、1937年 - ）は、日本の精神科医。中澤と表記するときもある。統合失調症の治療に定評があり、著書多数。椎名誠率いる「東ケト会」のメンバー（付き医）であったとしても有名。
ある精神科医は自身が卒業した1968年ごろの中沢および群馬大学・生活臨床グループの様子を「時代的には生活臨床理論が完成し、それを武器に優れたオルガナイザーである中沢氏が『精神衛生をはじめようとする人のための100ケ条』を携え、保健婦を標的に全国制覇に乗り出した時代であった」と述懐した

## 略歴
- 1937年群馬県生まれ
- 群馬大学医学部卒業。
- 代々木病院精神科部長、みさと協立病院副院長などを歴任[4]

## 著作
- ストレス「善玉」論（角川文庫、1992/07、ISBN 978-4041821015)
  - ストレス「善玉」論（岩波現代文庫、2008/2/15、ISBN 978-4006031626）
- こころの医者のフィールド・ノート（ちくま文庫、1996/5、ISBN 978-4480031563）
  - あなたが家族を愛せるのなら - こころの医者のフィールド・ノート（情報センター出版局・改装版、1987/8、ISBN 978-4795801622）
  - こころの医者のフィールド・ノート - あなたが家族を愛せるのなら（情報センター出版局・エビデンス選書、2007/3/23、ISBN 978-4795846623、初版1982年の新装版）
- 凹の時代　心の癒しのために（ちくま文庫、1997/1、ISBN 978-4480032454）
- 治せる精神科医との出会いかた (朝日選書、2002/3、ISBN 978-4022597960）